# اچ‌ام‌ای‌اس بلرت (اف‌اف‌اچ ۱۵۵)
اچ‌ام‌ای‌اس بلرت (اف‌اف‌اچ ۱۵۵) (به انگلیسی: HMAS Ballarat (FFH 155)) یک کشتی است که طول آن ۱۱۸ متر (۳۸۷ فوت) می‌باشد. این کشتی در سال ۲۰۰۲ ساخته شد.